# Bartsia pauciflora
Bartsia pauciflora är en snyltrotsväxtart som beskrevs av U. Molau. Bartsia pauciflora ingår i släktet svarthösläktet, och familjen snyltrotsväxter. Inga underarter finns listade i Catalogue of Life.